# 에브라힘 라이시
에브라힘 라이시(페르시아어: ابراهیم رئیسی‎, 문화어: 에브라힘 라이씨, 페르시아어 발음: [ebɾɒːˈhiːm-e ræʔiːˈsiː] ( 듣기))로 잘 알려진 에브라힘 라이솔사다티(페르시아어: ابراهیم رئیس‌الساداتی‎, 1960년 12월 14일~2024년 5월 19일)는 이란의 정치인, 이슬람 법학자다. 그는 2021년 대선에 당선된 이란의 제8대 대통령이다.
2004년부터 2014년까지 대법원차장을, 2014년부터 2016년까지 검찰총장을, 2019년부터 지금까지 대법원장을 지내는 등 사법부에서 활동했으며, 1980년대와 1990년대 테헤란 검찰청 차장 및 검찰청장을 지내면서 정치범 및 반대파 처형을 감독했다. 2016년부터 2019년까지 공익신탁 아스탄 쿠드스 라자비의 관리인 및 대표를 역임했다. 2006년 남호라산주의 전문가 회의 의원으로 당선된 이후 현재까지 재임 중이다. 그는 이맘 레자 사원의 최고이맘이자 마슈하드의 금요기도 이맘인 아흐마드 알라몰호다의 사위이기도 하다.
2017년 대선에 보수주의 성향의 이슬람혁명군 인민전선의 후보로 출마했으나 온건파로 분류된 당시 대통령인 하산 로하니에세 57% 대 38.3%로 낙선했다. 1988년 당시 수천 명의 정치범을 처형했고, 국내 반대파 및 서구 언론들에 의해 "살인위원회"라고 불린 기소위원회의 위원 4명 중 하나였으며, 행정명령 13876에 의거 미국 해외자산통제국의 제재 대상에 올랐다. 국제 인권 단체 및 국제연합 특별조사위원으로부터 반인륜 범죄로 지탄을 받고 있는 그는 2021년 대선에 재수해 연임 제한 조항으로 출마가 불가능한 하산 로하니의 후임 대통령으로 당선되었다. 이후 2021년 8월 3일, 이란의 제8대 대통령을 취임했다.
2024년 5월 19일 오후에 헬기가 비상 착륙하여 행방이 불분명한 상태였으나,
2024년 5월 20일, 헬기 잔해 추정 열원이 발견되면서 사망이 공식 확인되었다.

## 대통령직

### 2021년 대통령 선거
2021년 라이시는 다시 대통령 선거에 출마하여 당선되었다. 선거는 48.8%의 투표율을 기록했으며 63%가 라이시에게 돌아갔다. 2,890만 표 중 약 370만 표가 개표되지 않았는데, 이는 아마도 백지이거나 무효인 시위 투표였기 때문일 것이다. 많은 관측통들에 따르면 2021년 이란 대통령 선거는 라이시에게 유리하게 조작되었다.
거의 600명의 후보자들이, 그 중 40명이 여성이었고, 그 중 7명이 선거 한 달 전에 《가디언 카운슬》 ('후보자의 자격'의 힘에 근거하여 후보자 유효성에 대한 최종 결정을 내리는 선출되지 않은 기관)의 12명의 법학자들과 신학자들에 의해 승인을 받았다. 그 7명의 후보자들 중 3명은 그 후 투표일 전에 뽑혔다. 그가 물러나기 전, 개혁파의 모흐센 메흐랄리자데 후보는 TV 토론에서 지배 성직자들이 "한 사람을 대통령으로 만들기 위해 해, 달 그리고 하늘을 일치시켰다"고 말하면서, 투표가 기정사실이 될 것임을 암시했다. 마무드 아마디네자드 전 대통령은 비디오 메시지에서 "저는 이 죄에 연루되고 싶지 않다"라고 선언하며 투표하지 않을 것임을 시사했다.

### 재임 기간
라이시는 2021년 8월 3일 최고 지도자 알리 하메네이의 칙령을 통해 이란의 대통령으로 임명되었다. 취임 연설에서 라이시는 정부가 미국이 부과한 이란에 대한 제재를 해제하려고 노력할 것이라고 말했지만, 외국인들이 이란의 경제 운영 방식을 지시하도록 내버려 두지 않을 것이라고 덧붙였다. 그는 8월 5일 이란 의회에서 이란과 다른 나라들에서 온 약 260명의 관계자들이 참석한 가운데 열린 행사에서 선서하였다. 그는 연설에서 이란이 중동의 안정에 실질적인 책임이 있으며, 이란에 대한 외국의 압력에 저항하되 대외 관계, 특히 이란의 이웃 국가들과의 관계를 확대할 것이라고 밝혔으며, 미국의 제재를 해제하기 위한 어떠한 외교적 움직임도 지지하기로 약속하였고, 이란의 핵 프로그램은 단지 평화적인 목적을 위한 것이라고 확신하였다. 그는 또한 이란인들의 삶의 질을 개선하고 인권을 보호하기 위해 노력할 것이라고 약속하였다. 또한 국내 정치 측면에서는 마흐사 아미니 시위가 발생하는 가운데 군인과 경찰을 동원하여 무력으로 진압하는 등, 철권 통치를 실시하기도 하였다.

### 외교 정책
전임자인 하산 로하니 대통령과는 달리 서방사회에 대해 매우 강경하게 대응하였다.
카불이 탈레반에게 함락된 후, 라이시는 8월 16일 아프가니스탄에서 미군의 철수가 국가를 안정화시킬 수 있는 기회를 제공했고, 이란은 이를 지지할 것이라고 말했다. 그는 또한 모든 정당에 포용적인 정부를 구성할 것을 촉구했다. 9월 4일, 그는 가능한 한 빨리 새로운 아프가니스탄 정부를 선출하기 위해 선거를 실시할 것을 촉구했다. 9월 18일, 그는 이란이 아프가니스탄과의 국경을 따라 이슬람 국가를 포함한 어떤 테러 단체의 설립을 허용하지 않을 것이며 다른 나라에 대한 공격에 사용할 것이라고 말했다. 또한, 그는 탈레반에게 포용적인 정부를 구성할 것을 요구했다.
호르무즈 해협에서 이란 해군이 미국, 한국 등 국적의 선박을 나포하는 등 국가간 긴장과 갈등을 고조시키기도 하였다.
2022년 4월, 라이시는 이스라엘이 이란에 대해 "조금이라도 조치를 취한다면" 그의 나라 군대의 표적이 될 것이라고 경고했다. 그해 9월 인터뷰에서 그는 아브라함 협정을 비난하고 이스라엘을 "거짓 정권"이라고 불렀다. 라이시는 텔아비브와 하이파를 포함한 이스라엘의 주요 도시들을 위협했고 이스라엘과 팔레스타인의 분쟁에 대한 유일한 해결책은 "강에서 바다로" 팔레스타인 국가를 세우는 것이라고 말했다.
라이시는 시리아의 대통령 바샤르 알아사드와 회담에서 자국 정부의 우선순위는 이란과 시리아 간의 전략적 유대를 강화하는 것이라고 말했다.
라이시는 하마스가 10월 7일 이스라엘을 공격한 것을 높이 평가하며, 이러한 행동들이 이스라엘의 종말로 이어질 것이라고 말했다. 그는 이스라엘-하마스 전쟁 동안 가자 지구에서 이스라엘의 행동을 비난하고 이스라엘이 "미국과 특정 유럽 국가들의 지원을 받아" 가자 지구의 팔레스타인인들에게 대량학살을 자행하고 있다고 비난했다. 2024년 1월, 그는 이스라엘-하마스 전쟁이 "이스라엘의 파괴"로 이어질 것이라고 예측했다.
라이시는 1988년 수감자 고문과 살인에 대한 자신의 역할에 대한 비난으로 인해 2023년 12월 제네바 출장을 취소했으며, 이로 인해 체포될 수 있다.

## 사망
2024년 5월 19일, 라이시, 호세인 아미르압돌라히안 외무장관, 그리고 다른 관리들이 라이시의 헬리콥터가 동아제르바이잔주의 우지 마을 근처에 추락하면서 사망했다. 이란의 반관영 통신사인 메흐 뉴스는 그들이 "충돌로 인해 전사"했다고 묘사했다. 라이시는 1981년 폭격으로 사망한 마무드 알리 라자이에 이어 재임 중에 사망한 이란의 두 번째 대통령이 되었다.
라이시의 죽음은 이란의 대중들 사이에서 엇갈린 반응을 얻었으며, 일부 애도자들은 추모를, 청년층을 비롯한 다른 이들은 라이시의 사망을 축하했다.

## 역대 선거 결과
| 선거명      | 직책명        | 대수 | 정당                  | 득표율 | 득표수       | 결과 | 당락 |
| ----------- | ------------- | ---- | --------------------- | ------ | ------------ | ---- | ---- |
| 2017년 선거 | 이란의 대통령 | 7대  | 이슬람혁명군 인민전선 | 38.28% | 15,835,794표 | 2위  | 낙선 |
| 2021년 선거 | 이란의 대통령 | 8대  | 전투적 성직자회       | 61.95% | 17,926,345표 | 1위  |      |